# Lie to Me (serie de televisión)
Lie to Me (traducción y título en español: Miénteme) es una serie de televisión estadounidense inspirada en el trabajo científico del psicólogo Paul Ekman. El Dr. Ekman es uno de los científicos más destacados del Siglo XX pionero en el estudio de las conexiones existentes entre los estados emocionales y las expresiones faciales. 
La serie se estrenó en Hispanoamérica en el canal Fox el 20 de julio de 2009, mientras que en España el 27 de julio del mismo año. En Estados Unidos de América se han emitido tres temporadas enteras de la serie, la primera de 13 episodios, la segunda de 22 y la tercera de 13 episodios. Fue cancelada oficialmente por Fox el 10 de mayo de 2011 después de haber planeado lanzar 2 temporadas más. En la serie, Cal Lightman y sus compañeros en The Lightman Group detectan verdades y mentiras para ayudar en investigaciones de crímenes.

## Trama

### Primera temporada
La serie muestra investigaciones de un equipo formado por diversos especialistas capaces de detectar mentiras y analizar el comportamiento de las personas mediante la interpretación de los gestos producidos por los múltiples músculos de la cara. Las expresiones y gestos son detectadas por el equipo, quienes prestan sus servicios a diversas entidades como el FBI, la policía, empresas particulares u otras personas.
Dirige el grupo el Dr. Cal Lightman que cuenta con la ayuda de una psicóloga, la Dra. Gillian Foster, Eli Locker y Ria Torres.

## Personajes
- Dr. Cal Lightman (Tim Roth), es un Psicólogo conductista experto en mentiras, altamente influenciado por el considerado padre de la psicología B. F. Skinner reconocido en todo el mundo como el más experto en las emociones humanas, se centra en las expresiones faciales, lenguaje corporal, la voz y las palabras para descubrir si alguien está mintiendo y por qué. Lightman puede detectar lo que se conoce como "microexpresiones" involuntarias, expresiones faciales que revelan lo que una persona está sintiendo realmente. Es una persona muy metida en su trabajo e incluso en varias ocasiones arriesga su vida en algunos casos para descubrir la verdad. La capacidad científica de Lightman es a la vez una bendición y una maldición, ya que considera que la familia y los amigos se engañan entre sí con la misma facilidad que los delincuentes lo hacen. Lightman dirige un equipo de expertos en "El Grupo Lightman" (The Lightman Group), una firma independiente que presta asistencia a las agencias federales, la policía local, las empresas y particulares con sus casos más difíciles. Trabajó en el Pentágono, donde conoció a la Dra. Gillian Foster. Su interés por descifrar los conocimientos de los demás deriva de su remordimiento por no haber podido prevenir el suicidio de su madre. Está divorciado y tiene una hija adolescente.

- Dra. Gillian Foster (Kelli Williams), recién divorciada (en la 2ª temporada), es una psicólogo dotada y socia profesional de Lightman. Para llegar a la verdad, se centra en la voz, las palabras, y la psicología, mientras que Lightman se centra en las expresiones faciales y lenguaje corporal. Lightman necesita el apoyo y los conocimientos de Foster dentro del comportamiento humano.

- Ria Torres (Monica Raymund), es una de los raros "naturales" en el campo de la detección de engaño. Tiene muy poca práctica, pero hay momentos en que sorprende a todos. Sufrió abuso por parte de su padre cuando era niña, lo que provocó su capacidad natural de detectar las mentiras. Como carece de la preparación científica de Lightman y Foster, tiende a ser más subjetiva y emocional que ellos. Lightman sirve como mentor, ella desarrolló este don de reconocer mentirosos, en cambio Lightman tardó décadas en aprenderlo.

- Eli Loker (Brendan Hines), es el psicólogo recién graduado e imperativo del grupo, además es el investigador principal de Lightman. A menudo le hace análisis de vídeo en el laboratorio, es un experto en el campo de la psicología de grupo. Es protegido de Lightman y Foster, pero también quiere dejar su huella y la voz de sus sentimientos sobre los casos. Tiene una extraña relación con Torres y trabajan bastante juntos.

- Ben Reynolds (Mekhi Phifer), es un agente del FBI que sirve como enlace de la empresa con el FBI, mientras que también proporciona los conocimientos de la ley para complementar la capacidad científica del Grupo de Lightman. Mientras Lightman adopta un enfoque más paciente ante una situación, a Reynolds le pasa lo contrario.

- Emily Lightman (Hayley McFarland), es la hija de Cal y Zoe, desde hace dos años divide su tiempo entre las casas de sus padres. Lightman es sobreprotector con Emily, aunque a veces se expone a los casos de El Grupo de Lightman. Sabe algunas de las técnicas de su padre y, a menudo, puede leer lo que su padre siente en realidad o bien burlar sus conocimientos para que no detecte sus mentiras.

Personajes Ocasionales
- Zoe Landau (Jennifer Beals), exesposa de Cal Lightman, es abogada.

- Detective Wallawski (Monique Curnen), personaje que hace su primera aparición en el último capítulo de la segunda temporada en el cual Lightman arroja gas pimienta en los ojos de la detective. En la tercera temporada después de la rotura con el FBI, Lightman usa a la Detective como el apoyo policíaco que le brindaba el agente Reynolds en la segunda temporada. En el tercer capítulo de la tercera temporada crea problemas en la relación entre Lightman y Foster.

- Sarah Lange (Shoshannah Stern), estudiante de postgrado que es contratada para ayudar a Lightman con la redacción del libro que le obligan a escribir al principio de la tercera temporada. Estudia ciencias del comportamiento en la Universidad de Princeton.

- Charles (Fajim Anguar), estudiante de postgrado que es contratada para ayudar a Lightman con la redacción del libro que le obligan a escribir al principio de la tercera temporada.

- Bernand Dillon (Conor O'Farrell), jefe de Detectives del FBI, tiene una fuerte rivalidad con Cal Lightman, que se debe a que años atrás Lighman lo marcó en una cinta de seguridad como una persona poco confiable, según el mismo Lightman fue un sentimiento sobre él y no un hecho científico.

- Rick (Carter Jenkins), novio de Emily Lightman.

- Alec Foster (Tim Guinee), exesposo de Gillian Foster. Trabaja en la oficina del Departamento de Estado de los Estados Unidos de América, en el último capítulo de la primera temporada Gillian rompe relaciones con él debido a que es un adicto a las drogas.

- Clara Musso (Melissa George), personaje que aparece por primera vez como sospechosa del homicidio de su adinerado marido, Lightman prueba su inocencia y ella se asocia con el Grupo Lightman por un corto periodo.

- Dave Atherton (Max Martini), psicólogo de un centro de detención de menores, sale con Gillian Foster durante un tiempo. Sale de la serie al descubrirse que en realidad es un agente encubierto de la DEA.

- Karl Dupree (Sean Patrick Thomas), fue el novio de Torres durante la primera temporada, sale de la serie el último capítulo de la primera temporada donde una bomba lo deja malherido.

## Temporadas
| Temporadas | Temporadas  | Episodios | Fecha original de emisión | Última emisión           |
| ---------- | ----------- | --------- | ------------------------- | ------------------------ |
|            | Temporada 1 | 13        | 21 de enero de 2009       | 13 de mayo de 2009       |
|            | Temporada 2 | 22        | 28 de diciembre de 2009   | 13 de septiembre de 2010 |
|            | Temporada 3 | 13        | 4 de octubre de 2010      | 31 de enero de 2011      |

## Emisión Internacional
| País                 | Emisora                                         |
| -------------------- | ----------------------------------------------- |
| Australia            | Network Ten                                     |
| Argentina            | FOX                                             |
| Canadá               | Global Television Network                       |
| Países Bajos         | RTL 5                                           |
| Bélgica              | 2BE, BeTV                                       |
| Costa Rica           | FOX - Teletica                                  |
| España               | FOX (España), Antena 3, Nova - La Sexta         |
| Colombia             | FOX                                             |
| Francia              | M6                                              |
| Hungría              | RTL Klub                                        |
| Chile                | FOX, MEGA                                       |
| Reino Unido          | Sky 1, Pick TV, Universal Channel UK, FOX       |
| Irlanda              | RTÉ One                                         |
| Malasia              | NTV7                                            |
| Suecia               | TV4                                             |
| Polonia              | Canal+                                          |
| Paraguay             | FOX                                             |
| Panamá               | FOX, TV Max                                     |
| Nueva Zelanda        | TV3                                             |
| Noruega              | TV 2 (Noruega)                                  |
| Dinamarca            | TV 2 (Dinamarca)                                |
| Italia               | FOX                                             |
| Alemania             | VOX                                             |
| Rusia                | Perviy Kanal                                    |
| México               | Fox, Tv Azteca                                  |
| El Salvador          | FOX, Canal 12                                   |
| Honduras             | FOX                                             |
| Uruguay              | FOX, Monte Carlo TV                             |
| Ecuador              | FOX                                             |
| Perú                 | FOX                                             |
| Brasil               | FOX                                             |
| Venezuela            | FOX                                             |
| Bolivia              | FOX                                             |
| República Dominicana | FOX , Color Visión , Investigation Discovery ID |
| Nicaragua            | FOX                                             |
| Cuba                 | Multivision                                     |
| Guatemala            | FOX                                             |